# 赛达 (德国)
赛达（德語：Sayda，發音：[ˈzaɪdaː] ⓘ）是德国萨克森州中萨克森县的城市，面积35.3平方千米，2023年12月31日人口为1,702人。